# Inta Zdanovska
Inta Zdanovska (* 2. Juli 1986) ist eine lettische Tischtennisspielerin.
Zdanovska ist Angriffsspielerin und verwendet als Holz das Yola K7, während sie sowohl auf der Vorhand als auch auf der Rückhand mit einem JOOLA RHYZM-P spielt. Sie nahm bisher (2020) an zwei Europameisterschaften und vier Weltmeisterschaften teil. Sie lebt in England.

## Turnierergebnisse
| Verband | Veranstaltung       | Jahr | Ort          | Land | Einzel | Doppel    | Mixed      | Team |
| ------- | ------------------- | ---- | ------------ | ---- | ------ | --------- | ---------- | ---- |
| LAT     | Europameisterschaft | 2017 | Luxemburg    | LUX  |        |           |            | 36   |
| LAT     | Europameisterschaft | 2016 | Budapest     | HUN  | Qual.  | letzte 32 |            |      |
| LAT     | Weltmeisterschaft   | 2019 | Budapest     | HUN  | Qual.  | letzte 64 |            |      |
| LAT     | Weltmeisterschaft   | 2017 | Düsseldorf   | GER  | Qual.  | letzte 64 | letzte 128 |      |
| LAT     | Weltmeisterschaft   | 2016 | Kuala Lumpur | MAS  |        |           |            | 65   |
| LAT     | Weltmeisterschaft   | 2013 | Paris        | FRA  | Qual.  | letzte 64 |            |      |
| LAT     | Weltmeisterschaft   | 2008 | Guangzhou    | CHN  |        |           |            | 71   |
| LAT     | Weltmeisterschaft   | 2007 | Zagreb       | HRV  | Qual.  | letzte 64 | letzte 64  |      |